# Emil Magnusson
Emil Magnusson (født 23. november 1887, død 26. juli 1933) var en svensk atlet, som deltog i OL 1912 i Stockholm. Han var politimand i Malmö og stillede op for politiets idrætsforening, senere IFK Malmö.
Magnusson var tilmeldt i fire kastediscipliner ved OL i 1912, men han stillede ikke op i kuglestød. I diskoskast stillede han op i såvel den normale udgave, hvor der kastes med bedste hånd, og den udgave, hvor der kastes med begge hænder – en disciplin, der kun var på programmet ved dette OL. I den normale udgave blev han nummer otte med 39,91 m, og i udgaven, hvor der blev kastet med begge hænder, blev han nummer tre med kast på i alt 77,37 m. Han sluttede efter de to finner, Armas Taipale (der satte olympisk rekord) og Elmer Niklander. I kvalifikationsrunden var Magnusson næstbedst med et resultat på 75,35 m efter Taipale, men i finalen var Niklander 0,59 m bedre.
Magnussons blev aldrig svensk mester i diskoskast med én hånd, men var svensk mester i diskoskast med begge hænder i 1911. Hans bedste resultat med én hånd var et kast på 43,00 m, hvilket han opnåede i 1913.